# Elevatoarele de ambarcațiuni de pe Canal du Centre
Elevatoarele de pe vechiul Canal du Centre sunt o serie de elevatoare hidraulice de ambarcațiuni aflate lângă orașul La Louvière din regiunea Sillon industriel a Valoniei, (provincia Hainaut, Belgia) clasificate ca monument istoric major al Valoniei și ca loc în patrimoniul mondial UNESCO. De-a lungul unei anume porțiuni de 7 km din Canal du Centre, care leagă bazinele râurilor Meuse și Scheldt, nivelul apei crește cu 66,2 m. Pentru a depăși această diferență de nivel, s-a pus în funcțiune primul elevator, de 15,4 metri, la Houdeng-Goegnies în 1888, și apoi și celelalte trei, fiecare de câte 16,93 m, deschise în 1917.
Elevatoarele sunt duble și constau din două bazine sau chesoane, mobile pe verticală, fiecare susținut la centru de o coloană de fier. Cele două coloane sunt legate hidraulic în așa fel încât un cheson se ridică și celălalt coboară, greutatea unuia contrabalansând greutatea celuilalt.
Elevatoarele au fost proiectate de Edwin Clark de la compania britanică Clark, Stansfield & Clark.
La sfârșitul secolului al XIX-lea, Richard Birdsall Rogers a vizitat aceste instalații pentru a înțelege și a studia posibile idei pentru un sistem de ecluze cu elevator. Astfel, ele au stat la baza ideilor pentru construirea ecluzelor Peterborough și Kirkfield din Canada.

## Istorie recentă

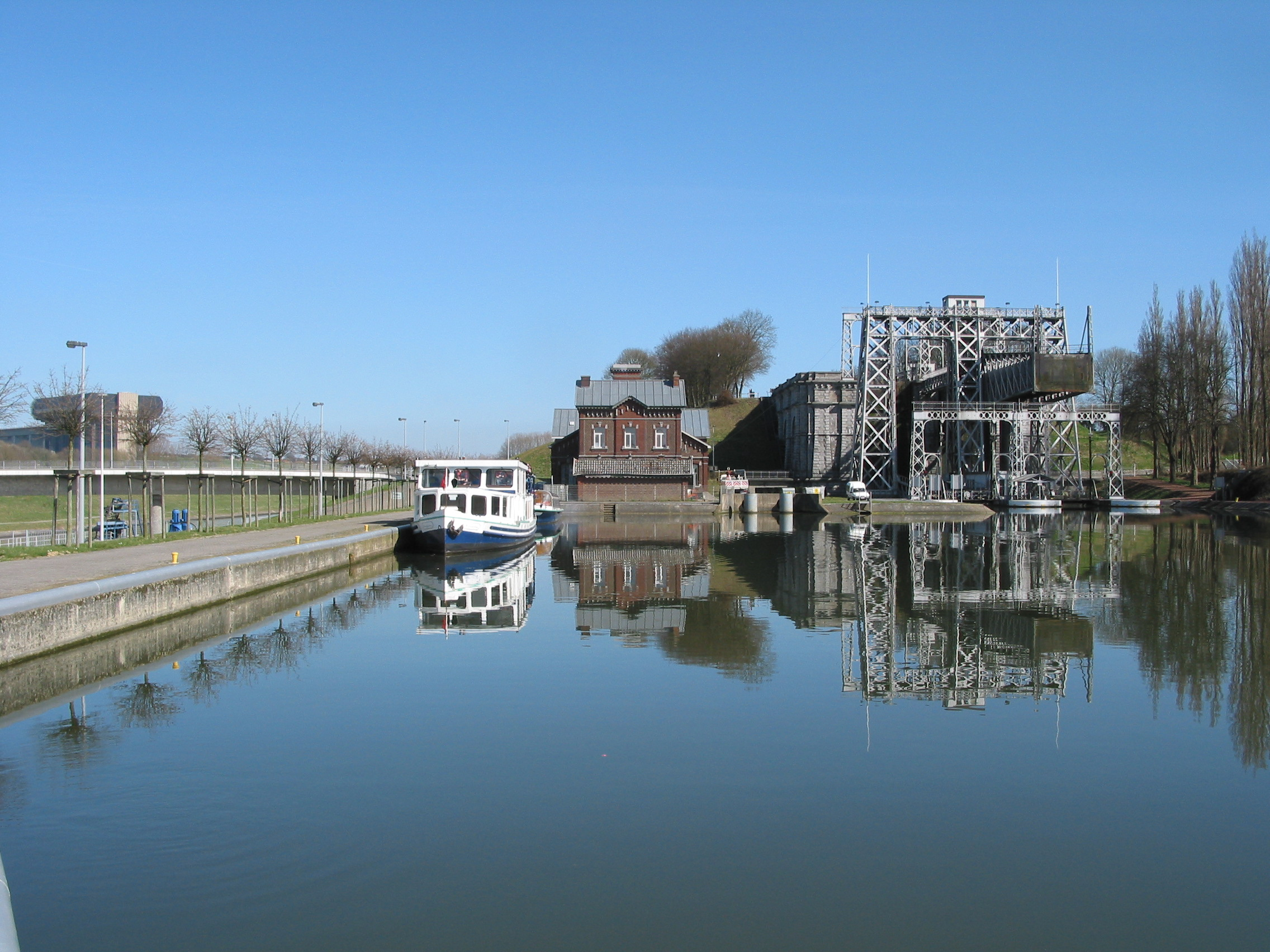
Thieu: ecluza nr. 4, şi, în stânga, pe fundal, funicularul modern de la Strépy-Thieu.

Aceste monumente industriale au fost desemnate de UNESCO ca parte din patrimoniul mondial în 1998. Dintre cele opt elevatoare hidraulice construite la sfârșitul secolului al XIX-lea și la începutul secolului al XX-lea, cele patru de pe Canal du Centre sunt singurele care mai funcționează în forma inițială.
Din 2002, funcționarea lor s-a limitat la utilizarea în scop recreativ și turistic. Traficul comercial ocolește acum vechile elevatoare și este manevrat de funicularul naval Strépy-Thieu, construcție mare, cu diferență de nivel de 73 m, cea mai mare din lume la data terminării sale.
După un accident în ianuarie 2002, în care un elevator defect a început să se înalțe în timp ce o barjă cu motor ieșea de pe el, elevatorul nr. 1 a fost scos din funcțiune. În cursul lucrărilor de reparații, începute în 2005, a avut loc și o restaurare riguroasă, lucrări care în 2008 continuau la elevatoarele nr. 1 și nr. 4.

Localizarea elevatoarelor 1-4.
'A' este noul funicular naval Strépy-Thieu.

## Detalii
Format:GeoGroupTemplate
| Elevator | Numele locului      | Coordonate                                | Înălțime | Foto |
| -------- | ------------------- | ----------------------------------------- | -------- | ---- |
| Nr. 1    | Houdeng-Goegnies    | 50°29′15″N 4°10′33″E / 50.4875°N 4.1758°E | 15,4 m   |      |
| Nr. 2    | Houdeng-Aimeries    | 50°28′57″N 4°08′32″E / 50.4826°N 4.1423°E | 16,93 m  |      |
| Nr. 3    | Strépy-Bracquegnies | 50°28′53″N 4°08′14″E / 50.4813°N 4.1373°E | 16,93 m  |      |
| Nr. 4    | Thieu               | 50°28′17″N 4°05′40″E / 50.4714°N 4.0945°E | 16,93 m  |      |